# Vizzolo Predabissi
Vizzolo Predabissi ist eine Gemeinde mit 3860 Einwohnern (Stand 31. Dezember 2023) in der Metropolitanstadt Mailand, Region Lombardei. 
Die Nachbarorte von Vizzolo Predabissi sind Colturano, Dresano, Casalmaiocco (LO), Melegnano, Cerro al Lambro, Sordio (LO) und San Zenone al Lambro.

## Bevölkerungsentwicklung
Vizzolo Predabissi zählt 1419 Privathaushalte. Zwischen 1991 und 2001 stieg die Einwohnerzahl von 3958 auf 4023. Dies entspricht einer prozentualen Zunahme von 1,6 %.